# ブルーノ・ベロン
ブルーノ・ベロン（Bruno Bellone, 1962年3月14日 - ）は、フランス出身の元同国代表サッカー選手。ポジションはFW。

## 代表歴
- 1982年 FIFAワールドカップ・スペイン大会（4位）
- 1984年 UEFA欧州選手権・フランス大会（優勝）
- 1986年 FIFAワールドカップ・メキシコ大会（3位）

通算34試合 2得点